# Centre Régional AGRHYMET
Der Centre Régional AGRHYMET (Langform: Centre régional de formation et d’application en agrométéorologie et hydrologie opérationnelle) ist eine Bildungs- und Forschungseinrichtung für Agrarmeteorologie und Hydrologie in Niamey in Niger.

## Standort und Organisation
Der Centre Régional AGRHYMET befindet sich im Nordosten des Arrondissements Niamey V am rechten Ufer des Flusses Niger. Westlich liegen das Gelände der Abdou-Moumouni-Universität Niamey und das Stadtviertel Karadjé, südlich das Stadtviertel Pont Kennedy. Die Einrichtung bildet administrativ ein eigenes Stadtviertel (quartier), das auch bei Volkszählungen gesondert erfasst wird. Bei der Volkszählung 2012 lebten hier 59 Einwohner in drei Haushalten.
Der Centre Régional AGRHYMET ist eine Einrichtung der zwischenstaatlichen Organisation Comité permanent Inter-Etats de Lutte contre la Sécheresse dans le Sahel (CILSS). Die Forschungsschwerpunkte liegen in der Vorhersage von Regenfällen und hydrologischen Gegebenheiten sowie in der Beobachtung von Regenfällen, Oberflächengewässern, Pflanzenwuchs und Weideflächennutzung in Westafrika. Die  agrarmeteorologische Messstation am Gelände liegt auf 215 m Höhe und wurde 1987 in Betrieb genommen.
Der Centre Régional AGRHYMET bildet höhere Techniker und Ingenieure in den vier Bereichen Agrarmeteorologie, Pflanzenschutz, Hydrologie sowie Wartung von Instrumenten und Mikrocomputern aus und bietet vier Masterstudiengänge zu gezieltem Management natürlicher Ressourcen, Klimawandel und nachhaltiger Entwicklung, nachhaltigem Pflanzen- und Umweltschutz sowie nachhaltigem Landmanagement an. Von 1975 bis 2013 absolvierten rund 1200 Studierende diese Studiengänge.

## Geschichte
Der Centre Régional AGRHYMET wurde 1974 infolge der Dürrekatastrophen gegründet, die Anfang der 1970er Jahre die Sahelzone heimsuchten. Er sollte die meteorologische und hydrologische Ausbildung und Forschung in den CILSS-Mitgliedstaaten gewährleisten. Nach einem Abkommen zwischen dem CILSS und der Westafrikanischen Wirtschaftsgemeinschaft im Dezember 2009 wurden die Aktivitäten des Centre Régional AGRHYMET auf ganz Westafrika ausgeweitet.

## Netzwerke
Der Centre Régional AGRHYMET ist seit 2004 Mitglied des Conseil africain et malgache pour l’enseignement supérieur (CAMES), des afrikanischen und madagassischen Rats für höhere Bildung. Außerdem ist er Mitglied der Francophonie-Universitätsagentur Agence Universitaire de la Francophonie (AUF).